# Tőkefalva
Tőkefalva (románul Bucium) falu Romániában, a Partiumban, Bihar megyében.

## Fekvése
A Király-erdő alatt, Félixfürdőtől délkeletre fekvő település.

## Története
A falu nevét 1508-ban említette először oklevél Bwchon néven. 1808-ban Bucsum, 1909-ben Buciumi néven írták. Régi magyar neve Bucsony volt.
1503-ban birtokosa Telegdi István királyi kincstárnok volt. Az 1800-as évek elején özvegy gróf Frimontné volt a település birtokosa.
1910-ben 408 lakosából 8 magyar, 376 román, 14 horvát volt. Ebből 32 római katolikus, 38 görögkatolikus, 335 görögkeleti ortodox volt.
A trianoni békeszerződés előtt Bihar vármegye Magyarcsékei járásához tartozott.
A 2002-es népszámlálás szerint 269 lakosából 268 fő román, 1 fő magyar volt.

## Nevezetességek
- Görög keleti temploma 1810-ben épült.